# Biskupice (district de Zlín)
Pour les articles homonymes, voir Biskupice.
Biskupice (en allemand : Biskupitz) est une commune du district de Zlín, dans la région de Zlín, en Tchéquie. Sa population s'élevait à 692 habitants en 2020.

## Géographie
Biskupice se trouve à 4 km au sud-ouest du centre de Luhačovice, à 17 km au sud-sud-est de Zlín, à 82 km à l'est-sud-est de Brno et à 261 km au sud-est de Prague.
La commune est limitée par Kaňovice et Ludkovice au nord, par Luhačovice à l'est, par Rudice et le quartier exclavé de Polichno de la commune de Luhačovice au sud et par Dobrkovice à l'ouest.

## Histoire
La première mention écrite du village date de 1131.

## Transports
Par la route, Biskupice se trouve à 10 km d'Uherský Brod, à 19 km de Zlín, à 99 km de Brno et à 314 km de Prague.